# Wille Behrens
Wille Behrens (* vor 1951) ist ein ehemaliger deutscher Handballtorwart. In der Nachkriegszeit feierte er Erfolge mit der SV Polizei Hamburg.

## Werdegang
Wille Behrens war von Beruf Polizeibeamter bei der Hamburger Polizei. Da er sich für das Handballspielen interessierte, wurde er Mitglied in der SV Polizei Hamburg, die in den ersten Nachkriegsjahren im Handballsport in Deutschland führend war. Innerhalb der Handballmannschaft spielte er auf dem Posten eines Torwartes so gut, dass er schon bald zum Kader der ersten Mannschaft seines Vereins gehörte.
Bei den Deutschen Meisterschaften im Feldhandball 1951 wurden er mit der SV Polizei Hamburg Deutscher Meister. Seine Mitspieler waren Carl Boysen, Otto Maychrzak, Paul Wanke, Werner Vick, Jürgen Isberg, Karl Heinz Wilm, Heinz Singer, Karl Hebel, Adolf Giele und Wolfgang Höhns. Für diesen Erfolg wurden er und die Mannschaft am 1. Dezember 1951 von Bundespräsident Theodor Heuss mit dem Silbernen Lorbeerblatt ausgezeichnet.